# یواس‌اس ماکرل (اس‌اس-۲۰۴)
یواس‌اس ماکرل (اس‌اس-۲۰۴) (به انگلیسی: USS Mackerel (SS-204)) یک زیردریایی بود که طول آن ۲۴۳ فوت ۱ اینچ (۷۴٫۰۹ متر) بود. این زیردریایی در سال ۱۹۴۰ ساخته شد.